# Молдова на Європейських іграх 2015
Молдова на перших Європейських іграх у Баку була представлена 87 атлетами.

## Медалісти
| Медаль | Спортсмен           | Спорт    | Дисципліна                         | Дата           |
| ------ | ------------------- | -------- | ---------------------------------- | -------------- |
| Срібло | Піотр Янулов        | Боротьба | До 86 кг вільним стилем (чоловіки) | 18 червня 2015 |
| Бронза | Світлана Саєнко     | Боротьба | До 75 кг вільним стилем (жінки)    | 16 червня 2015 |
| Бронза | Александру Хіртоаца | Боротьба | До 57 кг вільним стилем (чоловіки) | 17 червня 2015 |